# باغ حاجي (قلعة أصغر)
باغ حاجي (بالفارسية: باغ حاجی) هي قرية تقع في إيران في ناحية لاله زار. يقدر عدد سكانها بـ 258 نسمة بحسب إحصاء 2016.